# Chiesa di San Paolo a Soffiano
La chiesa di San Paolo a Soffiano è un luogo di culto cattolico che si trova in via Francesco Pesellino, nel quartiere di Soffiano a Firenze.

## Storia e descrizione

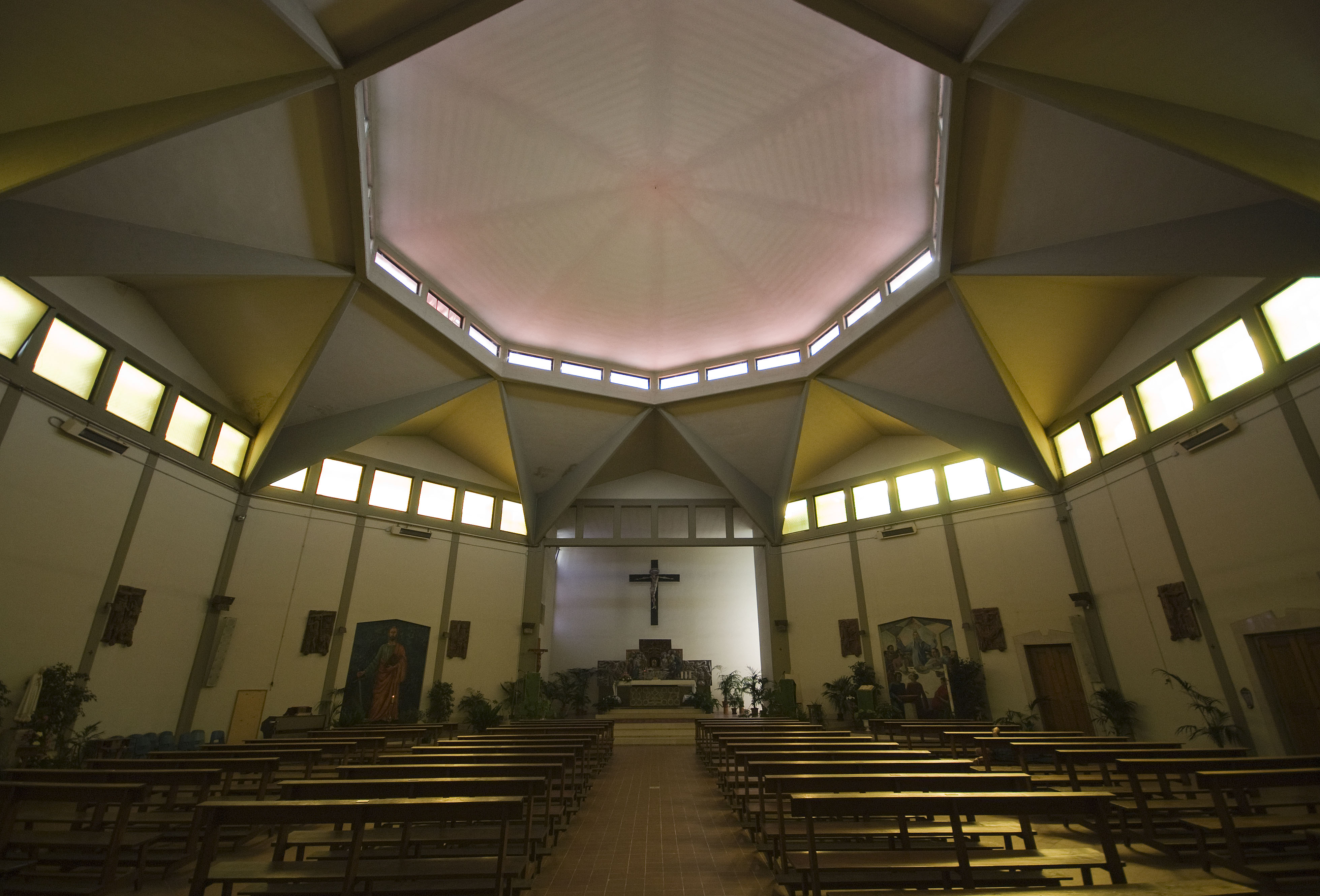
L'interno

La prima pietra della chiesa di San Paolo a Soffiano venne posata il 29 giugno 1961, la cui costruzione si era resa necessaria dato il notevole aumento di abitanti in zona che aveva reso scomoda la vecchia chiesa parrocchiale di Santa Maria a Soffiano che, trovandosi sulla cima di un poggiolo, non era facilmente raggiungibile.
Il progetto del nuovo luogo di culto nella zona pianeggiante venne redatto dall'architetto Primo Saccardi ed i lavori ebbero inizio nel 1961.
Per ricordare la venuta in Italia di San Paolo, la chiesa fu dedicata all'Apostolo seguace e compagno di San Pietro.
L'edificio è in cemento armato a forma ottagonale con cupola e portico antistante l'entrata.
Lo scultore Angelo Biancini ha eseguito in cemento le Storie di San Paolo sotto il porticato, ed in ceramica il policromo Cenacolo sul retro dell'altar maggiore, il fonte battesimale e le acquasantiere.